# Wolfheart
Wolfheart es el primer álbum de la banda portuguesa Moonspell producido y publicado en 1995 por Century Media.

## Detalles
Fue relanzado por Century Media cambiando la portada y el logo inicial de Moonspell, convirtiendo al disco en un digipak e incluyendo el tema "Atægina" como canción extra.
Algunos fans clasifican a este disco, junto con Irreligious como los discos más importantes e influyentes de Moonspell. De este disco se desprenden los famosos temas 'Wolfshade', '...Of Dream and Drama', 'Vampiria', 'An Erotic Alchemy' y 'Alma Mater'.
Es a partir de este disco que se acuña el término 'wolf' para hacer alusión a cosas relativas a Moonspell: el sitio web oficial del grupo se llamaba anteriormente 'Wolfficial Homepage'.

## Listado de canciones
1. Wolfshade (A Werewolf Masquerade)
2. Love Crimes
3. ... Of Dream and Drama (Midnight Ride)
4. Lua d'Inverno
5. Trebaruna
6. Vampiria
7. An Erotic Alchemy
8. Alma Mater
9. Atægina (Bonus track)